# Pavel Linhart
Pavel Linhart (10. srpna 1960 Košice – 27. prosince 2011 Praha) byl český režisér, producent, scenárista, kameraman a pedagog.

## Život
V roce 1982 absolvoval čtyřleté studium na Divadelní akademii múzických umění v Praze.
Po vojenské službě v Armádním uměleckém souboru v Praze (režisér, scenárista a konferenciér jazzového orchestru) v Praze režíroval pohádky pro Pražské kulturní středisko a působil jako dramaturg Obvodního kulturního střediska v Praze 5. V té době spolupracoval se souborem herců kolem politicky nepohodlného Radima Vašinky. V koprodukčním filmu Šílený reportér E.E.Kisch hrál roli mladého Josefa Lady, v televizním filmu K.H.Mácha hrál roli Dr. Františka Ladislava Riegera a několik dalších malých rolí ve filmech a inscenacích Československé televize.
V letech 1985 až 91 jako externí a později kmenový režisér Československého rozhlasu a Českého rozhlasu, pro něž adaptoval a natočil řadu literárních a dramatických děl:
- Ingmar Bergman, Sedmá pečeť
- Egon Hostovský, Sedmkrát v hlavní úloze
- Roy Lewis, Co jsme to tátovi provedli?
- Franz Kafka, V kárném táboře
- Ernest Hemingway, Stařec a moře[1]
- Artur London, Doznání
- Federico García Lorca, Básník v New Yorku
- Michail Bulgakov, Psí srdce
- Dante Alighieri, Peklo
- Miloš Kočka, Prameny živé vody a Krev na paletě
- Kurt Vonnegut, Groteska ad.

V Listopadu 1989 podepsal s Karlem Weinlichem a Viktorínem Šulcem dokument, který požadoval odchod zkompromitovaných lidí z vedení Československého rozhlasu a rehabilitaci pracovníků vyhozených z politických důvodů po roce 1968.
V roce 1990 získal grant ke studiu na Penobscot School v americkém Rocklandu.
Absolvoval stáže v televizních, rozhlasových a divadelních institucích a na univerzitách v USA.
V letech 1991–92 režíroval divadelní inscenace v italském Palermu: Luigi Pirandello, Sevření a Na odchodu v divadlu Teatro Libero; Edward Albee, Pobřeží v divadlu Teatro Nuovo.
V roce 1992 absolvoval stáže v RAI, pracoval pro americkou rozhlasovou stanici EWTN v Římě.
V 90. letech založil vlastní nezávislou produkční firmu PART Production.
V letech 1991–95 vytvořil režie a choreografické programy pro Křižíkovu fontánu v Praze:
- 1991 – Karel Hynek Mácha: Máj, hudba: Radim Hladík. Hráli: Eliška Vitanovská, Boris Rösner, Jan Kačer, Jiří Němeček, Jiřina Třebická, Nina Divíšková a další. Zpívali: Marcela Březinová a Lešek Semelka.

- 1992 – Karel Jaromír Erben: Kytice, hudba Radim Hladík. Hráli: Boris Rösner, Eliška Balzerová, Jan Kačer, Nina Divíšková, Libuše Havelková, Blanka Bohdanová, František Němec, Jiří Němeček. Zpívali: Marta Kubišová, Dagmar Andrtová-Voňková, Marcela Březinová a Lešek Semelka.

- 1993 – George Gershwin: Rhapsody in blue, An American in Paris.
- 1994 – Jaroslav Ježek: Rhytm feet.
- 1995 – Michael Jackson: History.

V letech 1993 až 96 připravoval natáčení italských filmů v České republice, podílel se autorsky na filmových scénářích psaných v italštině.
V roce 1999 byl producentem a režisérem hlavních akcí projektu Rok Vincenze Priessnitze - UNESCO 1999. Projekt se uskutečnil pod osobní záštitou ministra kultury České republiky Pavla Dostála, za podpory českých vládních institucí a desítek sponzorů. V rámci projektu napsal, režíroval a produkoval film Vincenz Priessnitz o zakladateli moderní vodoléčby a lázeňství na Jesenicku Vincenz Priessnitz.
V roce 2000 napsal a režíroval italsko-český film Třetí lev, první projekt celovečerného filmu natočeného ve furlanštině.
Několik let působil jako pedagog Vyšší odborné školy herecké v Praze a režíroval představení v Pidivadlu.
Pro americkou GOH Production N.Y.C. režíroval v letech 1992 a 2002 nahrávky autora a vypravěče Víta Hořejše, Československé pohádky a CD Golem s hudbou skupiny The Klezmatics Franka Londona.

## Filmografie
Videoklipy, dokumenty, přenosy a záznamy, filmy:
- Povera Patria /Chudák vlast/ (4’) režie. Videoklip na píseň, ve které italský hudebník Franco Battiato kritizoval pokles politické kultury v Itálii. 1994

- Čisté ruce (15’) scénář, režie. Dossier o italské politické situaci v době, kdy končila italská mocenská sestava z dob studené války. Česká televize, 1994

- Blue Texas Christmas (4’) a Heaven’s Door (4’) režie, kamera. Videoklipy na písně Rattlesnake Annie Allana Mikuška. Sony Music, 1995

- Krásnej den (3:30) kamera, režie. Videoklip na píseň zpěvačky PET. Sony Music, 1996
- Toulavý sny (3:50) kamera, režie. Videoklip na píseň zpěvačky Denisy Markové. Sony Music, 1996
- Italské divadlo – Napoli, Roma, Milano (3 x 45’) námět, scénář, kamera, režie. Tři televizní dokumenty o současném dění v italském divadle. Ukázky z inscenací předních italských divadel, alternativních i okrajových souborů, rozhovory s proslulými i neznámými tvůrci (Marcello Mastroianni, Giorgio Strehler, Dario Fo, Mariangela Melato, Mario Martone, Giorgio Barberio Corsetti, Corrado Pani, Leo De Berardinis, Andrea Jonasson ad.). Česká televize, 1996
- Anagni 96 (60’) scénář, kamera, režie. Televizní dokument o festivalu středověkého a renesančního divadla v italském Anagni. Cittá di Anagni a Česká televize, 1996
- Ceny Alfréda Radoka (90’) režie přímého přenosu z Divadla Archa v Praze. Česká televize, 1997
- Ritter-Dene-Voss (127’) hlavní kameraman, televizní režie. Záznam inscenace Thomase Bernharda z Divadla Na zábradlí. Česká televize, 1997
- Rain or Shine, Lobby in Mexico (20’) scénář, kamera, režie. Dokument o festivalu taneční hudby v Mexico City. Sony Music, 1997
- Jan Kačer – Chcete mě znát? (60’) televizní režie. Záznam představení herce a režiséra Jana Kačera v pražské Viole. Česká televize, 1997
- E.l.m. Leblanc (0:30) scénář, kamera, režie Televizní reklama. Premiera TV, 1997
- Tanec Praha 97 (40’) scénář, kamera, režie. Dokument o mezinárodním festivalu moderního tance a pohybového divadla. Česká televize, 1997
- Dario Fo (10’) scénář, kamera, režie. Medailon u příležitosti udělení Nobelovy ceny za literaturu italskému divadelníkovi Dario Fo. Česká televize, 1997
- Sulle spine / Na jehlách (65’) hlavní kameraman, televizní režie. Záznam inscenace Daniela Falleriho z divadla Teatro Flaiano v Římě. PART, 1997
- Revizor (137’) hlavní kameraman, televizní režie. Záznam inscenace z Dejvického divadla v Praze. Česká televize, 1999
- Vincenz Priessnitz (75’) scénář, režie, hlavní producent (v koprodukci s Českou televizí). Celovečerní film o zakladateli moderní vodoléčby. Hrají: Ctislav Doseděl, Martin Dejdar, Petr Král, Jan Kačer, Bořivoj Navrátil, Hanuš Bor, Martin Kubačák, Nina Divíšková, Ewan McLaren, Jan Potměšil, Milena Asmanová, Jindřich Bonaventura a další. Hudba: Radim Hladík. PART a Česká televize, 1999
- Dario Fo (60´) scénář, kamera, režie. Rozhovor z cyklu České televize Evropané s držitelem Nobelovy ceny za literaturu, italským hercem, režisérem a spisovatelem Dario Fo. Česká televize, 2000
- Mario Martone (60´) scénář, kamera, režie. Rozhovor z cyklu České televize Evropané s filmovým a divadelním režisérem Mario Martone. Česká televize, 2000
- Spokojeně vypadající pyknik – Ludvík Aškenazy (57´) scénář (s Milošem Hlavicou), kamera, režie. Dokument o českém spisovateli, filmovém a rozhlasovém scenáristovi Ludvíkem Aškenazym. Česká televize, 2001
- Srdcový Klíč (60´) scénář, kamera, režie. Dokument o dětském Smyčcovém orchestru Jeseník, vítězi řady mezinárodních festivalů. PART, 2001
- Mikulovice / Niklasdorf (60´) scénář, kamera, režie. Dokument o historii obce Mikulovice ve Slezsku. PART, 2001
- Oblomov (120´) hlavní kameraman, televizní režie. Záznam inscenace z Dejvického divadla v Praze. Česká televize, 2002
- Malá vánoční povídka aneb Jak jsem se ztratil (120´) hlavní kameraman, televizní režie. Záznam divadelní revue Jana Borny podle Ludvíka Aškenazyho, Divadlo v Dlouhé. Česká televize, 2002
- Tři mušketýři (130´) hlavní kameraman, televizní režie. Záznam inscenace Jihočeského divadla z Otáčivého hlediště v Českém Krumlově. Česká televize, 2002
- Před penzí (120´) hlavní kameraman, televizní režie. Záznam inscenace Národního divadla v divadle Kolowrat. Česká televize, 2003
- Příběh Milady G. (60´) scénář, kamera, režie. Dokument o ženě, která byla týraným dítětem. PART, 2003
- Pražské quadriennale 2003 - Labyrint světa a ráj divadla (60´) scénář, kamera, režie. Dokument o mezinárodní soutěžní výstavě scénografie a divadelní tvorby Pražské quadriennale. Česká televize, 2003
- Praga scaenographica (37´) scénář, kamera, režie. Dokument o doprovodných akcích Pražského quadriennale 2003. Divadelní ústav a Česká televize, 2003
- Only The Sun Does It Better / Jen slunce to umí lépe (80´) scénář, kamera, režie. Film o české firmě, která vyrábí a do 40 zemí světa dodává elektrické topné systémy. FENIX GROUP a.s., 2004